# アナコンダ2
『アナコンダ2』（原題：Anacondas: The Hunt for the Blood Orchid）は、2004年に公開されたアメリカ合衆国のホラー映画。1997年に公開された『アナコンダ』の続編である。
日本では、2005年3月5日に劇場公開された。物語の舞台となるのはボルネオ島で、トラも登場し、2008年6月29日、テレビ朝日系日曜洋画劇場にて地上波初放送した際や地上波放送時は、『アナコンダ2 ボルネオ島の迷宮』というサブタイトルが追加された。しかし、アナコンダや同時に登場するオマキザルは南米に生息している動物であり、ボルネオには生息していない。

## ストーリー
ニューヨークの細胞研究所に風邪から癌にまで効能がある、7年に一度だけ咲く「不死の蘭、ブラッド・オーキッド」を発見したという情報が入り、花が散る2週間前に蘭を採取するため科学者一行はボルネオ島に向かう。しかしそこで待ち受けていたのは、不死の蘭を食したために巨大化したアナコンダだった。やがてアナコンダによる犠牲者が出始めたことにより、メンバーのほとんどが蘭の採取を中止して脱出しようとする中でただ一人、メンバーのリーダーだけがそれに異を唱え始める。

## キャスト
※括弧内は日本語吹き替え
- ビル・ジョンソン - ジョニー・メスナー（青山穣）

船長。通称はジンスーン。筋肉質な体格で右肩に韓国語の入れ墨をしている。ワニに水中戦で勝つなど戦闘能力が高く、蘭の採取のため船の貸し出しを依頼したジャック達一同に自身を船と共に高い報酬で雇わせるなど口も上手い。その見た目とは裏腹に仲間思いな性格で、メンバーが危機に陥った際には真っ先に助けに行くなど勇敢な行動力も持ち合わせており、終盤で蘭を手に入れるために自分達を危険に晒し、脅迫までしてきたジャックが報い同然に死ぬ直前も助けようとしていた。普段は冷静だが大事な話をする際には声を荒げることもある。自身の船を難破で失ってからは、一行の先頭を切って進んでいる。ジャックから提示された高額の報酬に釣られて引き返さなかったことを後悔し、今回の事件の全責任は自身にあると考えている。
- サム・ロジャーズ - ケイディー・ストリックランド（斎藤恵理）

女性科学者。嫌味な性格ではないが予想と違うことに辟易するなど不満を露骨に出すこともある。植物薬理学を専攻していた。感受性は高く、コングの怯え方を正解に近い理由で当てた。作中で襲ってきたアナコンダの一体を撃破した功労者の一人。
- ゲイル・スターン - サリー・リチャードソン（朴璐美）

ウェクセル・ホール研究所代表の女性研究員。強気かつ皮肉屋で発言に一言多いが、船の中にいたホエザルのコングに過剰に驚いたり船の上から落ちたりと小心者で抜けている場面もある。ただし冷静な判断力は持っており、ベンがアナコンダに襲われ死亡した後は真っ先に計画を中止して帰国すべきと訴えていた。終盤では燃料缶を持ってアナコンダ相手に啖呵を切り、燃料缶を咥えさせてアナコンダ達を倒すきっかけを作る活躍を見せた。
- コール・バリス - ユージン・バード（高木渉）

お調子者。仕事では面倒ごとを押し付けられることが多い。テレビで得た情報からアナコンダの生態に詳しい。悪運が強くアナコンダの襲撃に度々遭いながらも生き延びる。終盤でゲイルが咥えさせたことで口内に燃料が溢れたアナコンダに信号弾を放って燃料に引火させ、結果的にアナコンダの巣窟を大量の土砂や崩れた岩盤で生き埋めにして全滅させる引導の役を担った。
- ジャック・バイロン - マシュー・マースデン（村治学）

医師。チームのリーダー。仲間を率いたつもりで不死の蘭の採取に赴く。研究に対する姿勢は本物で金を全く惜しまず、豪雨により船の引き返しを考えるビルがわざと提示した高額の報酬を受け入れ、独断で引き返しを阻止していた。そして中盤でベンがアナコンダに襲われ死亡した後も、友人だった彼の死を無駄にしたくないという理由も付けて予定通り蘭の採取を果たすべきと主張。その後もアナコンダによる被害を目の当たりにした周囲のメンバーが蘭を断念してジャングルから脱出しようとするのを断固として認めず、危険を冒してでも蘭を探しに行こうと強く訴えるも、助手のサムから上記の独断による引き返し阻止の件をメンバーの前で咎められ、皆の意見を無視してまで強引に蘭を目指すのは間違いだと論破される。だがそれでも蘭への執念を捨てず、脱出に賛同し見つけた衛星電話で救助を呼ぼうとしたゴードンを止めるために彼を金で買収しようとするも拒否され失敗したことで遂に強硬手段に出始め、途中で採取していた毒蜘蛛をゴードンの腕に放って彼を毒による全身麻痺で動けなくさせ、結果的にゴードンをアナコンダに捕食させる、メンバーが脱出のために作った筏を奪って単身で蘭のある場所へ向かう、犠牲を払いながらも追い付いてきたメンバーを銃で脅し、反抗しようとしたビルの腕を撃つ、ゲイルにコールを拘束させてからアナコンダの巣窟が眼下にある場所に咲いている蘭を女性のサムに詰みに行かせるなど、蘭を手に入れるためなら卑劣なやり方も厭わない悪辣な本性を現し、最終的に脱出最優先のメンバーを脅かす敵となる。しかし終盤、蘭を詰めさせたリュックをサムから受け取った隙を突かれ、決死のビルの反撃を食らってリュックをすぐ下の足場に落とし、満身創痍のビルを返り討ちにしようとするも再び蘭を優先して下の足場に降りそのリュックを取り戻すが、戻ろうとした際にリュックから這い出していた例の毒蜘蛛に自身が陥れたゴードンと同じく腕を噛まれてしまい、体が麻痺したことでバランスを崩し蘭入りのリュックと共に眼下のアナコンダの巣窟に転落。そして後から落ちてきたサムの側で見せしめの如くアナコンダ達に締め上げられてそのままアナコンダ達の餌食となり、その間にサムが一時的にアナコンダの注意を引かずにその場から這い上がって何とか巣窟から脱出し、直後のゲイルとコールの活躍により多くのアナコンダ達と共に巣窟ごと生き埋めにされるという皮肉かつ因果応報の最期を遂げた。
- ゴードン・ミッチェル - モリス・チェストナット（山野井仁）

ジャックの同僚。不死の蘭に対する執着はあるがジャックほどではなく、アナコンダによる被害を次々と目の当たりにしたことでこのまま蘭の採取に行くのは危険だと判断し、蘭に強く拘るジャックに出直すべきと進言して脱出を最優先するメンバー側に付く。後にジャックが隠していたリビングストンの衛星電話を見つけ、それに気付いたジャックから持ち掛けられた報酬付きの蘭の採取への協力も拒否して救助を呼ぼうとするも、強硬手段に出たジャックが放った毒蜘蛛に腕を噛まれ全身が麻痺して動けなくなり、不運にもそこに来たアナコンダに捕食されるという悲惨な最期を遂げる。
- トラン - カール・ユーン（内埜則之）

ビルの仲間。ジャングルの生物や部族の事に詳しく、ゴードンが一時脱いだ靴に毒蜘蛛が潜んだことも看破していた。ビルと同じく仲間思いで、一向を裏切ったジャックを追いかける最中の洞窟内ではぐれたコールを助けに行き、2人でビル達の元へ戻ろうとするも、その途中で真下の水中へ落ちて出られなくなり、もがいていたところを水中を泳ぎながら襲ってきたアナコンダの餌食になるという無惨な最期を遂げる。
- ベン・ダグラス - ニコラス・ゴンザレス（佐久田修）

国境なき医師団で働いていた経験のある医者でジャックの友人。不謹慎な性格でゲイルからやや疎まれており、中盤でも船を失ったビルがメンバーを率いて友人のリビングストンの船の元へ赴く途中で沼に差し掛かった時、最後尾でふざけてホラーの音楽を口ずさみゲイルから注意されていた。しかしその直後、襲ってきたアナコンダにメンバー達の眼前で捕食され最初の犠牲者となる。
- ジョン・リビングストン - アンディ・アンダーソン（谷昌樹）

ビルの友人の船乗り。かつて女房がいた。料金にがめつく、船が沈んでしまったビルからの助けを高額な値段で引き受け、ビル達を迎えにジャングルへ自身の船を進ませる。しかしその途中でアナコンダに襲撃され水中に引きずり込まれて餌食となり、直後に彼の船も誤ってハンドルが切られ加速のレバーも引かれたまま操縦者を失ったことで暴走し、最終的に河の岸辺に座礁し大破してしまう。そして彼自身は後にアナコンダに吐き出され、死体となってビル達の前に現れる。
- 会社CEO - デニス・アーンド（木村雅史）

## 日本語版制作スタッフ
- 演出：伊達康将
- 字幕翻訳：岡田壮平
- 吹替翻訳：田尾友美
- 調整：三谷佳奈美（オムニバス・ジャパン）
- 制作：東北新社

## 地上波放送履歴
| 回数  | テレビ局   | 番組名             | 放送日        | 放送時間      |
| ----- | ---------- | ------------------ | ------------- | ------------- |
| 初回  | テレビ朝日 | 日曜洋画劇場       | 2008年6月29日 | 21:00 - 22:54 |
| 2回目 | テレビ東京 | 水曜シアター9      | 2010年5月12日 | 21:00 - 22:54 |
| 3回目 | 日本テレビ | 金曜ロードショー   | 2011年9月30日 | 21:00 - 22:54 |
| 4回目 | テレビ東京 | 午後のロードショー | 2013年2月14日 | 13:25 - 15:25 |
| 5回目 | テレビ東京 | 午後のロードショー | 2015年5月14日 | 13:35 - 15:35 |
| 6回目 | テレビ東京 | 午後のロードショー | 2017年4月19日 | 13:35 - 15:40 |
| 7回目 | テレビ東京 | 午後のロードショー | 2019年9月2日  | 13:35 - 15:40 |